# Gemeentelijke Basisschool De Regenboog
Gemeentelijke Basisschool De Regenboog is een gemeentelijke school voor kleuter- en lager onderwijs in de Vlaamse gemeente Hemiksem.

## Geschiedenis

### Voorloper: Kostschool Mannekens
Vanaf de 17de eeuw benoemde de Sint-Bernardusabdij, die heer van Hemiksem was, de schoolmeesters. Vaak waren ze tevens koster van de Sint-Niklaaskerk. Het schoolgebouw was gelegen aan de huidige Gemeenteplaats. De laatste schoolmeester die door de abdij benoemd werd, was Cornelius Mannekens. Hij overleed in 1817 en werd opgevolgd door zijn zoon Dominique Mannekens.
Rond 1825 was de school bekend onder de naam "Kostschool Mannekens". De school werd gefinancierd door de gemeente en was gevestigd aan de Heiligstraat, inclusief een internaat. De scheiding tussen katholieke scholen en gemeentescholen was toen nog niet zo strikt. In 1826 waren er 80 internen en werd er toestemming verleend voor het vergroten van de gemeynte school. Burgemeester de Pret nam het initiatief voor deze vergroting en financierde er zelf de helft van. In 1834 is er sprake van 123 leerlingen: 68 jongens en 55 meisjes.
Tussen 1836 en 1850 was er ook een meisjespensionaat, opgericht door Cornelia Mannekens, de zus van Dominique Mannekens. 
Door het stijgend leerlingenaantal en de slechte staat van de gebouwen, besliste de gemeente in 1869 een nieuwe school te bouwen aan de Provinciale Steenweg. Er was veel protest tegen dit besluit, omdat het te ver van het dorp lag, te ver van de kerk, en te dicht bij de herbergen en de industrie. Een groot deel van de verdere geschiedenis van de school werd gedomineerd door de schoolstrijd en de verzuiling, waarbij katholiek onderwijs en officieel onderwijs tegenover elkaar stonden.

### De gebouwen aan de Provinciale Steenweg
De nieuwe gebouwen werden in gebruik genomen in 1871. De eerste "hoofdonderwijzer" was Richard Keersmaekers. In het kader van de schoolstrijd, werd in 1879 een katholieke jongensscool opgericht (de huidige Zonnekesschool), in concurrentie met de gemeenteschool.
Deze gemeenteschool was aanvankelijk een gemengde school. In 1882 werd het aanpalend perceel aangekocht met de bedoeling om een meisjeschool op te richten, waaronder een kleuterschool. De nieuwe gebouwen werden geopend in 1885. Leonie Firlefijn was de eerste "hoofdonderwijzeres" van de gemeentelijke meisjesschool. in 1896 moest de meisjeschool al vergroot worden.
In 1904 werden opnieuw aanpalende gronden aangekocht en werd de school uitgebreid. In 1913 liepen er 198 jongens en 190 meisjes school aan de Provinciale Steenweg. Er volgen opnieuw vergrotingen in 1920 en 1927.
In 1921 werd door de gemeente beslist een vierde graad in te richten (7de en 8ste leerjaar), maar omdat de meer begaafde leerlingen voor middelbaar onderwijs in Antwerpen kozen, werd de vierde graad in 1934 weer afgeschaft. De gemeente vroeg wel om een middelbare school op te richten in Hemiksem zelf, die er later zou komen aan de Bouwerijstraat. In 1961 volgde een nieuwe grote uitbreiding en renovatie.
In 1970 werden de jongens- en meisjesafdelingen samengevoegd tot één school: "Gemengde school nr. 1 - Provincialesteenweg".

### Recente geschiedenis

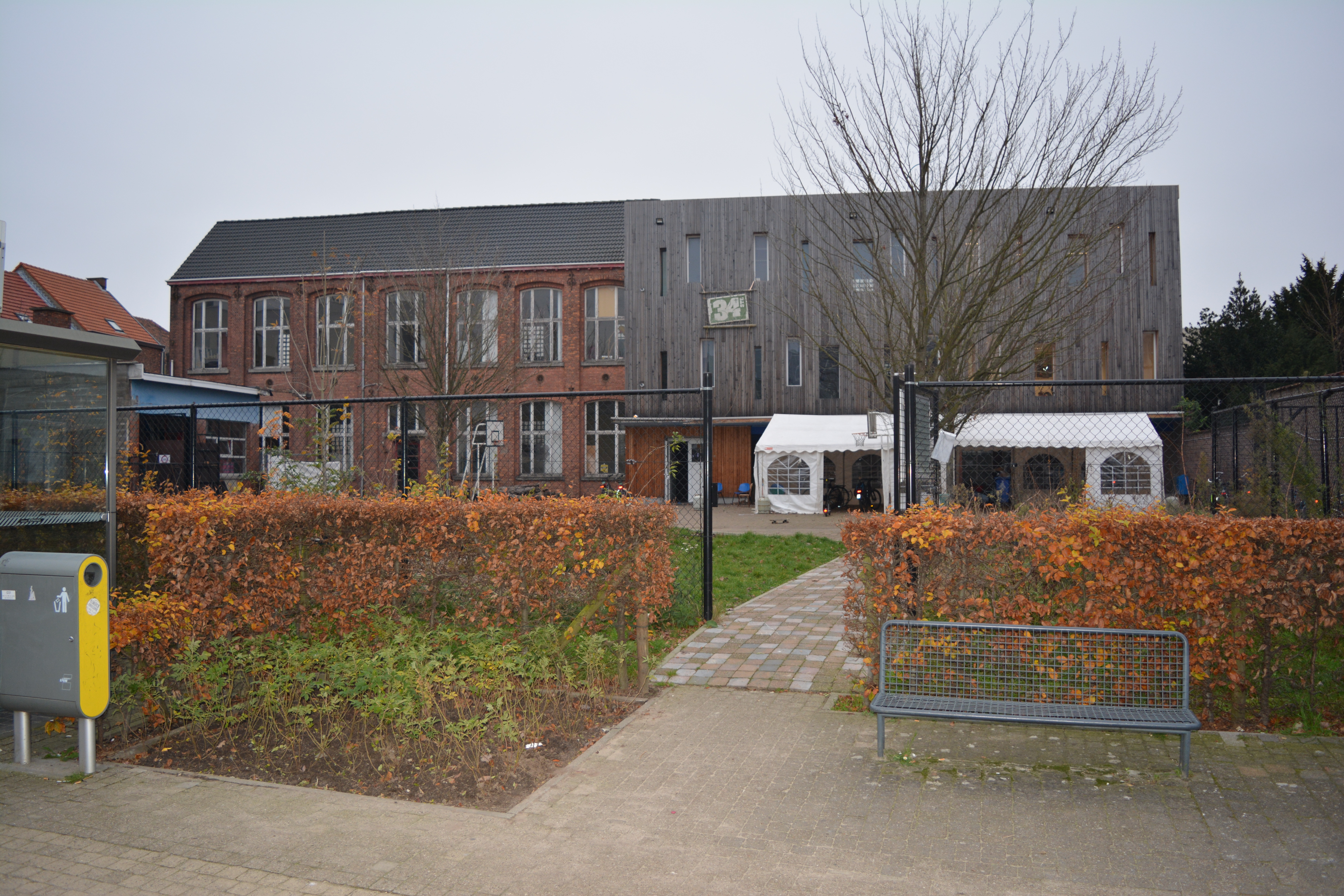
Een deel van de oude gebouwen wordt nu gebruikt door de plaatselijke scouts

In 2015 volgde een grondige renovatie en nieuwbouw van de school. Het nieuwe gebouw werd in 2017 in gebruik genomen en heeft een opvallende glazen gevel. Het bestaat uit drie verdiepingen en biedt onderdak aan de klassen van de lagere school. De oude gebouwen van de lagere school werden gerenoveerd en omgebouwd tot kleuterklassen. In 2022 werd in het kader van het project "Milieuzorg op school" een deel van de speelplaats onthard en vergroend.
In 2022 telde de school 300 leerlingen.
Een deel van de gebouwen werd door de gemeente in erfpacht gegeven aan de plaatselijke scouts.

### Lijst van directeurs
Directeurs sinds de fusie van de gemeentelijke jongens- en meisjesschool in 1970:
- Frans De Schutter 1965 - 1983
- Jan Louis Van Tendeloo 1983 - 1989
- Hendrik Wastyn 1989 - ?
- Rik Hollanders ? - 2009[11]
- Sonja Hoolants 2009 - heden[11]